# Silveröronblomfluga
Silveröronblomfluga (Pelecocera caledonica) är en tvåvingeart som beskrevs av Collin 1940. Silveröronblomfluga ingår i släktet öronblomflugor, och familjen blomflugor. Arten är reproducerande i Sverige.